# Bojince
Bojince (serb. Бојинце) ist ein Ort in der serbischen Gemeinde Kruševac.
Der Ort hat 82 Einwohner (Zensus 2002).